# L'Arboç
L'Arboç (em catalão e oficialmente), Arbós ou Arbós del Penedés (em castelhano) é um município da Espanha na comarca de Baix Penedès, província de Tarragona, comunidade autónoma da Catalunha. Tem 14,1 km² de área e em 2021 tinha 5 625 habitantes (densidade: 398,9 hab./km²).

## Demografia
| Variação demográfica do município entre 1991 e 2004 [carece de fontes?] | Variação demográfica do município entre 1991 e 2004 [carece de fontes?] | Variação demográfica do município entre 1991 e 2004 [carece de fontes?] | Variação demográfica do município entre 1991 e 2004 [carece de fontes?] |
| ----------------------------------------------------------------------- | ----------------------------------------------------------------------- | ----------------------------------------------------------------------- | ----------------------------------------------------------------------- |
| 1991                                                                    | 1996                                                                    | 2001                                                                    | 2004                                                                    |
| 3546                                                                    | 3362                                                                    | 3715                                                                    | 4164                                                                    |